# Kevin Cramer
Kevin Cramer (Rolette, 1961. január 21. –) az Amerikai Egyesült Államok Észak-Dakota államának szenátora.